# Ourdis-Cotdoussan
Ourdis-Cotdoussan é uma comuna francesa na região administrativa de Occitânia, no departamento dos Altos Pirenéus. Estende-se por uma área de 4,85 km². Em 2010 a comuna tinha 49 habitantes (densidade: 10,1 hab./km²).